# Vinary (Hradec Králové-i járás)
Vinary település Csehországban, a Hradec Králové-i járásban. Vinary Smidary, Hlušice, Starý Bydžov, Sekeřice, Sběř és Žlunice településekkel határos. Lakosainak száma 473 fő (2024. január 1.).

## Népesség
A település lakosságának változását az alábbi diagram mutatja:
| Lakosok száma | 1114 | 1164 | 1128 | 783  | 582  | 454  | 412  | 423  | 464  | 473  |
|               | 1869 | 1890 | 1921 | 1950 | 1980 | 2001 | 2017 | 2019 | 2022 | 2024 |